# هیروکی کورودا
هیروکی کورودا (انگلیسی: Hiroki Kuroda؛ زادهٔ ۱۰ فوریهٔ ۱۹۷۵) بازیکن بیس‌بال اهل ژاپن است.
از باشگاه‌هایی که در آن بازی کرده‌است می‌توان به نیویورک یانکیز اشاره کرد.